# 뉴욕 돌스
뉴욕 돌스(New York Dolls)는 미국의 록 밴드이다.